# ジャン＝リュック・ゴダール
ジャン＝リュック・ゴダール （Jean-Luc Godard, 1930年12月3日 - 2022年9月13日） は、フランスの映画監督。編集技師・映画プロデューサー・映画批評家・撮影監督としても活動し、俳優として出演したこともある。
はじめ映画批評家として出発したが、『勝手にしやがれ』（1960年）ほかの作品でトリュフォーやシャブロルと並ぶヌーヴェルヴァーグの旗手とみなされるようになり、独創的なカメラワークや大胆な編集技法によって映像表現の世界に革命をもたらした。注目度の高さから、20世紀の最も重要な映画作家の一人とも称される。

## 生涯
1930年代 - 1950年代

ゴダールのサイン

1930年12月3日、フランス・パリ7区コニャック＝ジェ通り (Rue Cognacq-Jay) 2番地に生まれる。父方は平和主義を信念に第一次世界大戦さなかの1916年にスイス・ジュネーヴ近郊に移住した。母方はジュネーヴ在住のフランス系プロテスタントの著名一族で、母方祖父はBNPパリバ創業者の一人である。少年期のジャンは1940年のパリ陥落時まではパリにいたが、同年にブルターニュの伯母方に移ってからフランスを横切りスイスに移動した。
スイスヴォー州・ニヨンのコレージュを出た後、バカロレアのためにパリに戻りパリ15区のリセ・ビュッフォン (fr) に入学した。しかし、勉学に身が入らずバカロレアに落第した。1948年にスイスのエコール・レマニア (fr) に移ったが2度目も落第、1949年に3度目でバカロレアに通りその年の秋からパリ大学に通った。その間、父の病気が原因で両親は離婚した。またこの年、モーリス・シェレール（エリック・ロメール）の主催する「シネクラブ・デュ・カルティエ・ラタン」に参加、ジャック・リヴェット、フランソワ・トリュフォー、ジャン・ドマルキらと出会う。1949年、ジャン・コクトー、アンドレ・バザン主催「呪われた映画祭」に参加。
1950年5月、モーリス・シェレール編集『ラ・ガゼット・デュ・シネマ』創刊（同年11月廃刊）、執筆参加（ハンス・リュカス名義）。またこの年、ジャック・リヴェットの習作短編第2作『ル・カドリーユ』に主演する。
1951年4月、アンドレ・バザン編集『カイエ・デュ・シネマ』創刊、のちに執筆に参加。また同年エリック・ロメールの習作短編第2作『紹介、またはシャルロットとステーキ』に主演する。
1954年、習作短編第1作『コンクリート作業』を脚本・監督。1958年までにトリュフォーとの共同監督作品『水の話』を含めた数本の短編を撮る。
1960年代

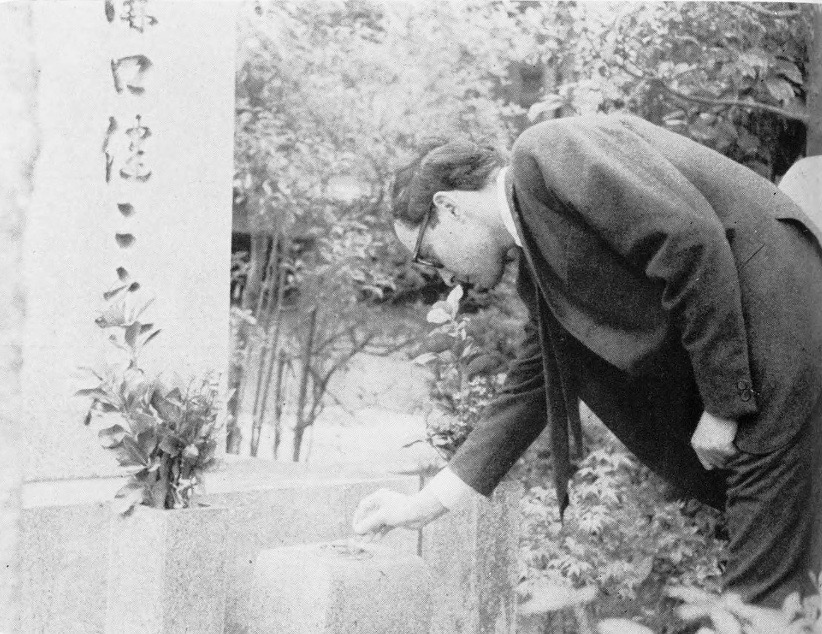
満願寺の溝口健二の墓参り（1966年5月4日）

1960年3月、初の長編映画『勝手にしやがれ』が公開。ジョルジュ・ド・ボールガール製作。ジャン・ヴィゴ賞、ベルリン国際映画祭銀熊賞を受賞した。同年3月末から5月末にかけてスイスのジュネーヴで長編第2作『小さな兵隊』を撮影（公開は1963年）。
1961年3月3日、『小さな兵隊』に主演女優として出演したアンナ・カリーナと結婚。同年7月、『女は女である』でベルリン国際映画祭銀熊賞受賞。
1964年、アンナ・カリーナと独立プロダクション「アヌーシュカ・フィルム」（ - 1972年）設立。設立第1作は『はなればなれに』。同年12月、カリーナと離婚。
1965年7月、『アルファヴィル』でベルリン国際映画祭金熊賞受賞。同年11月、『気狂いピエロ』一般公開。
1966年4月28日、初来日する。ミシェル・ボワロン監督の『OSS117/東京の切札』の撮影のため滞日中のマリナ・ヴラディと会い、次回作の出演を依頼すること、『カイエ・デュ・シネマ』の依頼で羽仁進と今村昌平にインタビューすることが主な目的だった。ゴダールは、日本では公開されていなかった『アルファヴィル』『気狂いピエロ』『男性・女性』の3作のフィルムを持参しており、そのうち『男性・女性』が5月7日に東京国立近代美術館で特別に上映された。上映後、ゴダールは質疑に応じた。日本を発つまでの11日間のゴダールの動きは以下のとおり。
| 4月28日 | 18時40分羽田空港着。帝国ホテルに宿泊。 |
| 4月29日 | ドライブ。晴海ふ頭の立ち入り禁止区域に乗り入れる。 |
| 4月30日 | 羽仁進の『アンデスの花嫁』を鑑賞。 マリナ・ヴラディと会見。 |
| 5月1日  | 能を鑑賞。 |
| 5月2日  | アーサー・ペンの『逃亡地帯』を鑑賞。 蔵原惟繕と会い、公開を阻まれている『愛の渇き』の話を聞く。 『カイエ・デュ・シネマ』の依頼で羽仁進をインタビュー。                          |
| 5月3日  | 公開前の『愛の渇き』を鑑賞。 浜美枝と会食。17時、新幹線で京都へ出発。 |
| 5月4日  | 依田義賢の案内で満願寺の溝口健二の墓参り。 東山の料亭で撮影中の『OSS117/東京の切札』のロケ現場を見学。                                                                          |
| 5月5日  | 保津川下りを体験。 |
| 5月6日  | 日本テレビの『南ベトナム海兵大隊戦記・第一部』（1965年）を見たいと同局に交渉するも不成立。 今村昌平のインタビューは互いに時間が取れず中止。夜、成城の浜美枝の自宅でパーティー。 |
| 5月7日  | 今村の『にっぽん昆虫記』を日活の試写室で鑑賞。 東京国立近代美術館で『男性・女性』の特別上映会。上映後、質疑に応じる。                                                           |
| 5月8日  | 今村の『「エロ事師たち」より 人類学入門』を鑑賞。 22時30分発の日航機で羽田を発つ。                                                                                              |

1967年7月22日、『中国女』に主演したアンヌ・ヴィアゼムスキーと結婚（ - 1979年離婚）。同年8月、商業映画との決別宣言文を発表。
1968年5月、五月革命のさなかの第21回カンヌ国際映画祭に、映画監督フランソワ・トリュフォー、クロード・ルルーシュ、ルイ・マルらとともに乗りこみ各賞選出を中止に追い込む。同年、ジャン＝ピエール・ゴランらと「ジガ・ヴェルトフ集団」を結成。匿名性のもとに映画の集団製作を行う。
1970年代
1971年、オートバイ事故に遭う。
1972年、イヴ・モンタンとジェーン・フォンダを主役に、ジャン＝ピエール・ラッサム製作、仏伊合作『万事快調』をジガ・ヴェルトフ集団として撮る。本作にスチルカメラマンとして参加したアンヌ＝マリー・ミエヴィルと出逢い、製作会社「ソニマージュ」を設立（ - 1982年）、『ジェーンへの手紙』を同社で製作、完成をもってジガ・ヴェルトフ集団を解散。
1973年、ミエヴィルとともに拠点をパリからグルノーブルに移す。1974年、ミエヴィルとの脚本共同執筆第1作『パート2』を監督。以降、ミエヴィルとの共同作業でビデオ映画を数本手がける。
1979年、ミエヴィルとともに拠点をグルノーブルからスイス・ヴォー州ロールに移し、アラン・サルド製作による『勝手に逃げろ/人生』で商業映画への復帰を果たす。製作会社「JLGフィルム」を設立（ - 1998年）。
1980年代 - 1990年代
1982年、『パッション』を脚本・監督。「ソニマージュ」社は「JLGフィルム」社らと本作を共同製作したのちに活動停止。
1983年、『カルメンという名の女』により第40回ヴェネツィア国際映画祭で金獅子賞を獲得。
1987年、『右側に気をつけろ』によりルイ・デリュック賞を受賞。
1989年、『ゴダールの映画史』の第1章と第2章とを発表。
1990年、「JLGフィルム」社が『映画史』以外の活動を停止するにともない、ミエヴィルとの新会社「ペリフェリア」を設立。
2000年代 - 2020年代
2002年、日本の高松宮殿下記念世界文化賞受賞。
2006年、パリのポンピドゥー・センターで初の個展が開かれる。同会場での上映のための映画『真の偽造パスポート』（Vrai-faux passeport）を製作・脚本・監督。
2010年、第83回 アカデミー名誉賞を受賞。
2018年、第71回カンヌ国際映画祭で、「スペシャル・パルム・ドール」を受賞（カンヌ国際映画祭粉砕事件50周年を記念した特別賞であり、コンペ最高賞のパルム・ドールや、名誉賞のパルム・ドール・ドヌールとは異なる）。
2022年9月13日、死去。91歳没。ゴダールは日常生活に支障を来す疾患を複数患っており、居住しているスイスで「判断能力があり利己的な動機を持たない人」に対して合法化されている「自殺幇助」（安楽死）を選択。医師から処方された薬物を使用し亡くなったと伝えられている。

## 映画制作史
1954年 - 1967年 『コンクリート作業』 - 『ウイークエンド』

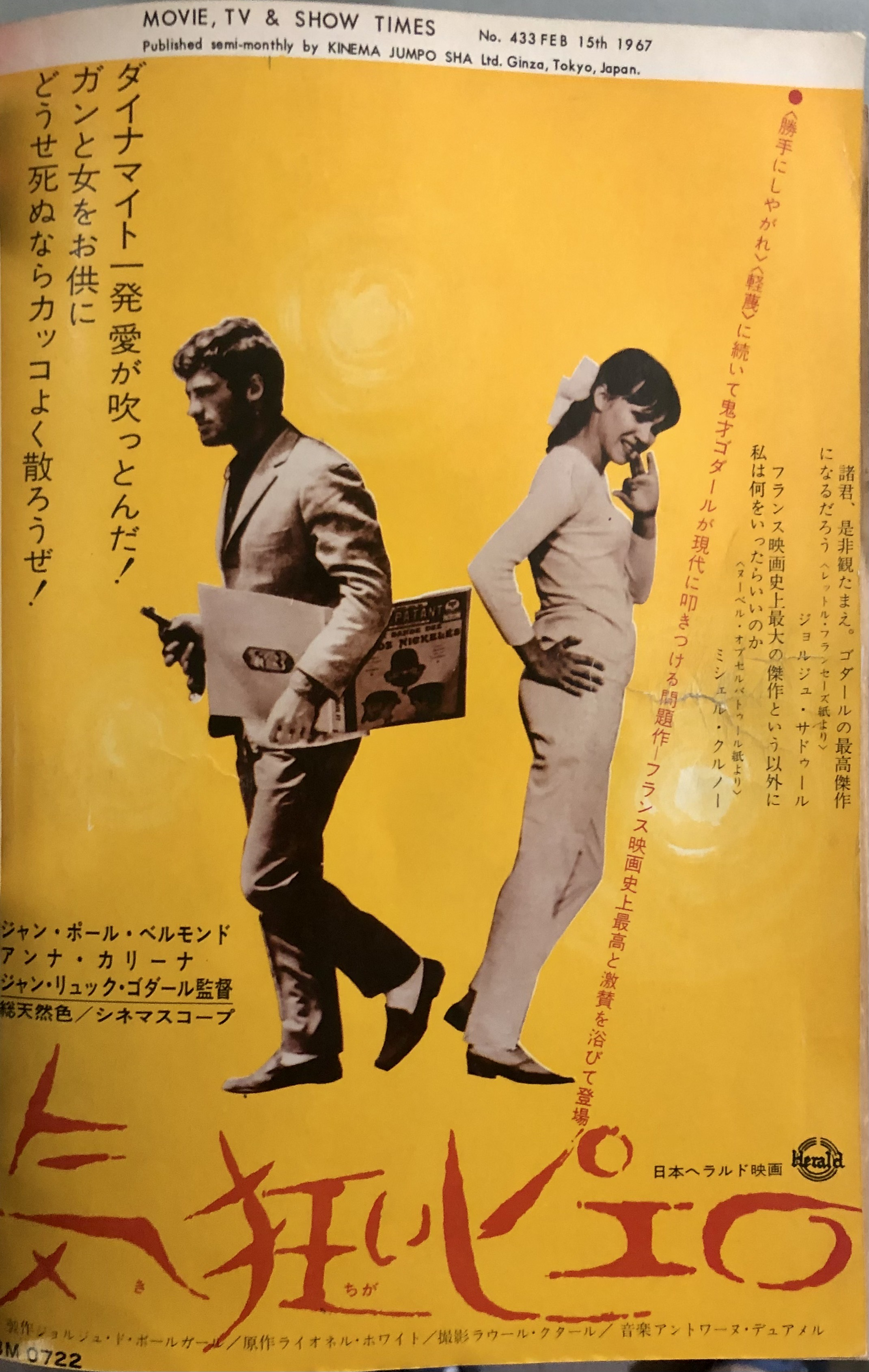
『気狂いピエロ』（1965年）のポスター。『キネマ旬報』1967年2月下旬号に掲載された広告。

シネフィルとして数多くの映画に接していた若き日のゴダールは、シネマテーク・フランセーズに集っていた面々（フランソワ・トリュフォー、クロード・シャブロル、エリック・ロメール、ジャン＝マリ・ストローブ等）と親交を深めると共に、彼らの兄貴分的な存在だったアンドレ・バザンの知己を得て彼が主宰する映画批評誌『カイエ・デュ・シネマ』に批評文を投稿するようになっていた。すなわちゴダールは、他のヌーヴェルヴァーグの面々、いわゆる「カイエ派」がそうであったように批評家として映画と関わることから始めた。
数編の短編映画を手掛けた後、先に映画を制作して商業的な成功も収めたクロード・シャブロル（『美しきセルジュ』『いとこ同志』）やフランソワ・トリュフォー（『大人は判ってくれない』）のように、受け取る遺産も、大手配給会社社長の家族もいないゴダールは、プロデューサーのジョルジュ・ド・ボールガールと出会うことで、長編処女作『勝手にしやがれ』(1960)でやっとデビューできた。ジャン＝ポール・ベルモンドが演ずる無軌道な若者の刹那的な生き方を描くこの作品は、撮影技法では即興演出、同時録音、自然光を生かすためのロケーション中心の撮影など、ヌーヴェルヴァーグ作品の特徴にくわえて、ジャンプカットを多用する斬新な編集手法でも注目された。
『勝手にしやがれ』でジーン・セバーグが演じた役柄には、ゴダールは当初は片思い状態で思慕していたアンナ・カリーナを想定していたが、本人の拒絶により実現しなかった。しかし『勝手にしやがれ』の成功を背景としてカリーナとの関係は親密なものとなり、1961年に結婚。以降アンナ・カリーナは前期におけるゴダール作品の多くの主演女優を務めることになる。
1965年には話題作『気狂いピエロ』を発表した。1967年の『ウイークエンド』を1つの頂点として商業映画との決別を宣言する中期に至るまで、1年に平均2作程度というペースで作品を制作し続け、ゴダールは名実ともにヌーヴェルヴァーグの旗手としての立場を固めていった。
この時期のゴダール作品の題材は、アルジェリア戦争（『小さな兵隊』）・団地売春の実態（『彼女について私が知っている二、三の事柄』、1966年）・SF仕立てのハードボイルド（『アルファヴィル』、1965年）と広範囲に及んでいる。
1967年 - 1979年 『たのしい知識』 - 『うまくいってる?』
1967年8月に、ゴダールはアメリカ映画が世界を席巻し君臨することを強く批判し、自らの商業映画との決別宣言文を発表した。
パリ五月革命を先取りしたとも言われる『中国女』(1967年)において既に政治的な傾向が顕著になっていたが、それが明確になったのは1968年の第21回カンヌ国際映画祭における「カンヌ国際映画祭粉砕事件」だった。
映画祭開催9日目の5月19日、会場にジャン=リュック・ゴダールが現れ、コンペティション部門に出品されていたカルロス・サウラの作品上映を中止させようとした。ヌーベル・バーグ運動の中心的人物だったゴダールとフランソワ・トリュフォーはフランスで行われていた学生と労働者のストライキ運動に連帯し、警察の弾圧、政府、映画業界のあり方への抗議表明としてカンヌ映画祭中止を呼びかけ、クロード・ルルーシュ、クロード・ベリ、ジャン=ピエール・レオ、ジャン=ガブリエル・アルビコッコらと会場に乗り込んだ。
審査員のモニカ・ヴィッティ、テレンス・ヤング、ロマン・ポランスキー、ルイ・マルもこれを支持して審査を放棄し、上映と審査の中止を求めた。コンペティションに出品していたチェコスロヴァキアの監督ミロシュ・フォルマンも出品の取りやめを表明した。その結果、この年のカンヌ映画祭は中止になった。
しかし、この事件をきっかけとして映画作家の政治的主張の違いも鮮明になり、作家同士が蜜月関係にあったヌーヴェルヴァーグ時代も事実上の終わりを告げるに至った。プライベートでも、女優アンナ・カリーナと1965年に破局が決定的になり、『中国女』への出演を機に1967年にアンヌ・ヴィアゼムスキーがゴダールの新たなるパートナーとなった。この後『ウイークエンド』（1967年）を最後に商業映画との決別を宣言し『勝手に逃げろ/人生』(1979年)で商業映画に復帰するまで、政治的メッセージを発信する媒体として作品制作を行うようになる。
また商業映画への決別と同じタイミングで、作品に「ジャン＝リュック・ゴダール」の名前を冠することをやめ、「ジガ・ヴェルトフ集団」を名乗って活動を行う（1968年 - 1972年）。ソビエトの映画作家ジガ・ヴェルトフの名を戴いたこのグループは、ゴダールと、マオイストの政治活動家であったジャン＝ピエール・ゴランを中心とした映画製作集団で、この時期のパートナーであるアンヌ・ヴィアゼムスキーもメンバーとして活動に加わった。1972年、『ジェーンへの手紙』完成をもって同グループは解散、ゴダールはアンヌ＝マリー・ミエヴィルとのパートナーシップ体制に入る。この時期のゴダールは映画を政治的なメッセージ発信の手段として明確に位置づけ、その手段として、膨大な映像の断片と文字、引用（スローガン、台詞、ナレーション）とを大量に列挙してみせた。
ローリング・ストーンズが出演し、アルバム『ベガーズ・バンケット』のレコーディング風景が収録されたことで多くの話題を呼んだ『ワン・プラス・ワン』（1968年）においては、様々な場面や場所で多様な人が政治的なメッセージを読み上げるシーンと、試行錯誤しているストーンズのリハーサルシーンとを交互に重ね合わせることにより、当時の政治的な状況を映画作品として再現する実験を試みている。
1980年 - 1987年 『勝手に逃げろ/人生』 - 『ゴダールのリア王』
ゴダール曰く「第二の処女作」である『勝手に逃げろ/人生』（1979年）で商業映画への復帰を果たし、1980年代のゴダールは『パッション』『ゴダールのマリア』『カルメンという名の女』などの話題作を次々に発表した。この時期にはトリュフォーをして「彼こそが本物の天才だ」と言わしめた初期の大胆な撮影・編集手法は、しだいに影をひそめるようになった。
1988年 - 2000年 『ゴダールの映画史』（『言葉の力』 - 『オールド・プレイス』）
1990年代のゴダールは『映画史』の製作に没頭することになった。これは19世紀末から始まる世界の映画史全体をふりかえる構想で、ビデオ作品として製作・発表された。その構成要素は、1950年代までのハリウッド、ヌーヴェルヴァーグを中心としたフランス、イタリアのネオ・レアリスモ、ドイツ表現主義およびロシア・アヴァンギャルド等、その他ヨーロッパ諸国の作品が圧倒的多数を占め、非欧米圏からは日本から4人の作家（溝口健二、小津安二郎、大島渚、勅使河原宏）とインドのサタジット・レイ、イランのアッバス・キアロスタミ、ブラジルのグラウベル・ローシャ、台湾の侯孝賢が参照されている。
この時期に作られた『新ドイツ零年』（1991年）や『JLG/自画像』（1995年）でも、映画史上のさまざまな作品を引用する手法は踏襲されている。ほかに『ヌーヴェルヴァーグ』（1990年）、『フォーエヴァー・モーツアルト』（1996年）がある。
2001年 - 2018年
『映画史』が完成するころからさまざまな短篇群、オムニバス作品に積極的に参加するようになり、ゴダールが監督として、あるいは俳優として参加した映画作品は、140を超える。2014年、3D映画『さらば、愛の言葉よ』で第67回カンヌ国際映画祭審査員賞を受賞している。2018年に公開された『イメージの本』は、『映画史』を彷彿とさせる無数の映画作品のコラージュで構成されている。

## フィルモグラフィ
監督作品のうち主な長編映画のみ記載。

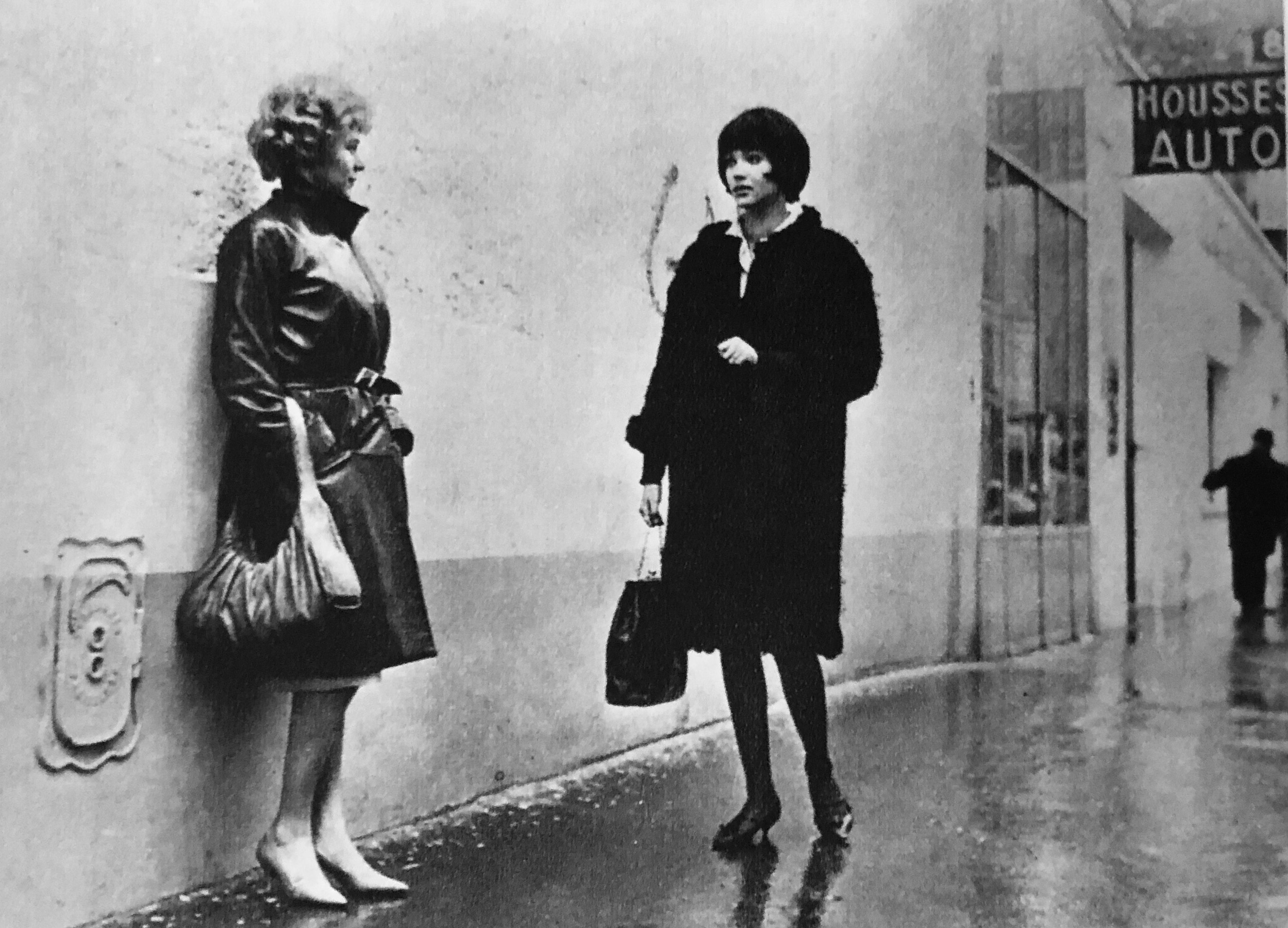
『女と男のいる舗道』（1962年）

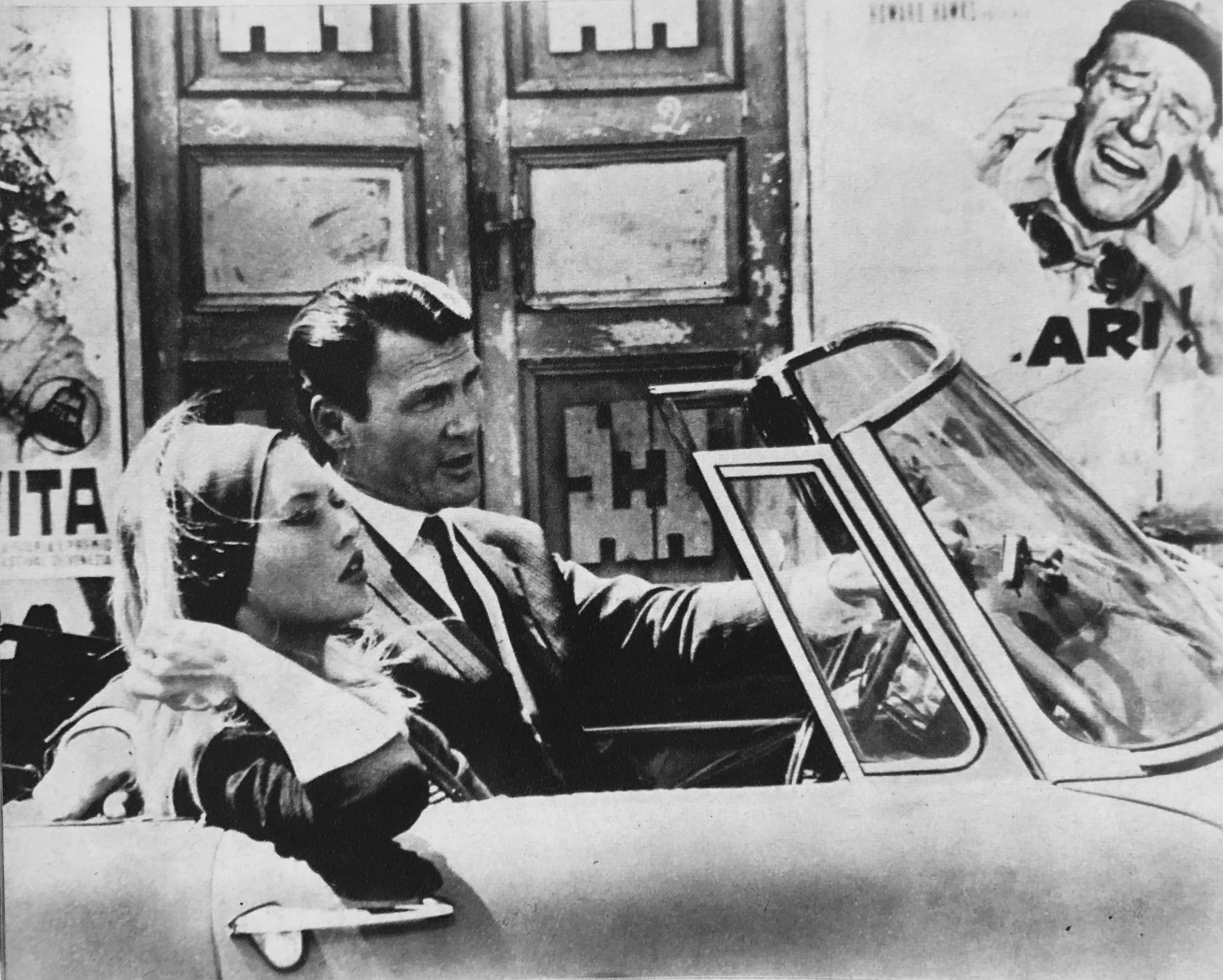
『軽蔑』（1963年）

『気狂いピエロ』（1965年）

- 勝手にしやがれ À bout de souffle （1960年）
- 小さな兵隊 Le Petit Soldat （1960年完成、1963年公開）
- 女は女である Une femme est une femme （1961年）
- 女と男のいる舗道 Vivre sa vie. Film en douze tableaux （1962年）
- カラビニエ Les Carabiniers （1963年）
- 軽蔑 Le Mépris （1963年）
- はなればなれに Bande à part （1964年）
- 恋人のいる時間 Une femme mariée. Fragments d’un film tourné en 1964 （1964年）
- アルファヴィル Alphaville, une étrange aventure de Lemmy Caution （1965年）
- 気狂いピエロ Pierrot le fou （1965年）
- 男性・女性 Masculin féminin （1966年）
- メイド・イン・USA Made in USA （1966年）
- 彼女について私が知っている二、三の事柄 Deux ou trois choses que je sais d'elle （1967年）
- 中国女 La Chinoise （1967年）
- ウイークエンド Week-end （1967年）
- たのしい知識 Le Gai Savoir （1968年完成、1969年公開）
- ワン・アメリカン・ムービー One A.M. （1968年製作、1972年公開）ドキュメンタリー D・A・ペネベイカーと共同監督
- ワン・プラス・ワン One Plus One / Sympathy for the Devil （1968年）ドキュメンタリー
- あたりまえの映画 Un film comme les autres （1968年） ジガ・ヴェルトフ集団名義
- ブリティッシュ・サウンズ British Sounds （1970年） ジガ・ヴェルトフ集団名義
- プラウダ (真実) Pravda （1970年） ジガ・ヴェルトフ集団名義
- 東風 Le vent d'est （1970年） ジガ・ヴェルトフ集団名義
- イタリアにおける闘争 Lotte in Italia （1970年） ジガ・ヴェルトフ集団名義
- ウラジミールとローザ Vladimir et Rosa （1971年） ジガ・ヴェルトフ集団名義
- 万事快調 Tout va bien （1972年） ジガ・ヴェルトフ集団名義
- ジェーンへの手紙 Letter to Jane （1972年） ジガ・ヴェルトフ集団名義
- パート2 Numéro deux （1975年）ドキュメンタリー
- うまくいってる? Comment ça va? （1975年完成、1978年公開） アンヌ＝マリー・ミエヴィルと共同監督
- ヒア & ゼア こことよそ Ici et ailleurs （1976年） アンヌ＝マリー・ミエヴィルと共同監督
- 勝手に逃げろ/人生 Sauve Qui Peut (la vie) （1980年）
- パッション Passion （1982年）
- カルメンという名の女 Prénom Carmen （1983年）
- ゴダールのマリア Je vous salue, Marie （1985年）
- ゴダールの探偵 Détective （1985年）
- アリア Aria 挿話「アルミード」Armide (1987年)
- ゴダールのリア王 King Lear （1987年）
- 右側に気をつけろ Soigne ta droite （1987年）
- ヌーヴェルヴァーグ Nouvelle vague （1990年）
- 新ドイツ零年 Allemagne 90 neuf zéro （1991年）
- ゴダールの決別 Hélas pour moi （1993年）
- JLG/自画像 JLG/JLG - autoportrait de décembre （1995年）
- フォーエヴァー・モーツアルト For Ever Mozart （1996年）
- ゴダールの映画史 Histoire(s) du cinéma （1998年）
- 愛の世紀 Éloge de l'amour （2001年）
- アワーミュージック Notre musique （2004年）
- ゴダール・ソシアリスム Film Socialisme （2010年）
- さらば、愛の言葉よ Adieu au Langage （2014年）
- イメージの本  The image book （2018年）

## 受賞歴
| 賞                             | 年     | 部門                            | 作品                       | 結果       |
| ------------------------------ | ------ | ------------------------------- | -------------------------- | ---------- |
| ジャン・ヴィゴ賞               | 1960年 | -                               | 『勝手にしやがれ』         | 受賞       |
| ベルリン国際映画祭             | 1960年 | 監督賞                          | 『勝手にしやがれ』         | 受賞       |
| ベルリン国際映画祭             | 1961年 | 審査員特別賞                    | 『女は女である』           | 受賞       |
| ベルリン国際映画祭             | 1965年 | 金熊賞                          | 『アルファヴィル』         | 受賞       |
| ベルリン国際映画祭             | 1966年 | インターフィルム賞              | 『男性・女性』             | 受賞       |
| ベルリン国際映画祭             | 1973年 | インターフィルム賞              | 『万事快調』               | 受賞       |
| ベルリン国際映画祭             | 1985年 | インターフィルム賞              | 『こんにちは、マリア』     | 受賞       |
| フランス映画批評家協会賞       | 1960年 | 作品賞                          | 『勝手にしやがれ』         | 受賞       |
| ナストロ・ダルジェント賞       | 1961年 | 外国監督賞                      | 『勝手にしやがれ』         | ノミネート |
| ヴェネツィア国際映画祭         | 1962年 | 審査員特別賞                    | 『女と男のいる舗道』       | 受賞       |
| ヴェネツィア国際映画祭         | 1962年 | パシネッティ賞                  | 『女と男のいる舗道』       | 受賞       |
| ヴェネツィア国際映画祭         | 1967年 | 審査員特別賞                    | 『中国女』                 | 受賞       |
| ヴェネツィア国際映画祭         | 1982年 | 栄誉金獅子賞                    | -                          | 受賞       |
| ヴェネツィア国際映画祭         | 1983年 | 金獅子賞                        | 『カルメンという名の女』   | 受賞       |
| ヴェネツィア国際映画祭         | 1991年 | 上院議会金メダル                | 『新ドイツ零年』           | 受賞       |
| 英国映画協会                   | 1965年 | サザーランド杯                  | 『気狂いピエロ』           | 受賞       |
| 全米映画批評家協会賞           | 1980年 | 作品賞                          | 『勝手に逃げろ/人生』      | 2位        |
| 全米映画批評家協会賞           | 1980年 | 監督賞                          | 『勝手に逃げろ/人生』      | 3位        |
| 全米映画批評家協会賞           | 1990年 | 特別賞                          | -                          | 受賞       |
| 全米映画批評家協会賞           | 2014年 | 作品賞                          | 『さらば、愛の言葉よ』     | 受賞       |
| 全米映画批評家協会賞           | 2014年 | 監督賞                          | 『さらば、愛の言葉よ』     | 2位        |
| セザール賞                     | 1981年 | 作品賞                          | 『勝手に逃げろ/人生』      | ノミネート |
| セザール賞                     | 1981年 | 監督賞                          | 『勝手に逃げろ/人生』      | ノミネート |
| セザール賞                     | 1983年 | 作品賞                          | 『パッション』             | ノミネート |
| セザール賞                     | 1983年 | 監督賞                          | 『パッション』             | ノミネート |
| セザール賞                     | 1987年 | 名誉賞                          | -                          | 受賞       |
| セザール賞                     | 1998年 | 名誉賞                          | -                          | 受賞       |
| ロッテルダム国際映画祭         | 1986年 | 最優秀革新的映画賞              | 『ゴダールの探偵』         | 受賞       |
| ルイ・デリュック賞             | 1987年 | -                               | 『右側に気をつけろ』       | 受賞       |
| ニューヨーク映画批評家協会賞   | 1994年 | 特別賞                          | -                          | 受賞       |
| ロカルノ国際映画祭             | 1995年 | 名誉豹賞                        | -                          | 受賞       |
| モントリオール世界映画祭       | 1995年 | アメリカ特別グランプリ          | -                          | 受賞       |
| テオドール・アドルノ賞         | 1995年 | -                               | -                          | 受賞       |
| バリャドリッド国際映画祭       | 2001年 | 審査員特別賞                    | 『愛の世紀』               | 受賞       |
| ストックホルム国際映画祭       | 2001年 | 生涯功労賞                      | -                          | 受賞       |
| ファジュル国際映画祭           | 2002年 | 水晶のシームルグ賞              | 『愛の世紀』               | 受賞       |
| 高松宮殿下記念世界文化賞       | 2002年 | 演劇・映像部門                  | -                          | 受賞       |
| ヨーロッパ映画賞               | 2004年 | 脚本賞                          | 『アワーミュージック』     | ノミネート |
| ヨーロッパ映画賞               | 2007年 | 生涯貢献賞                      | -                          | 受賞       |
| サン・セバスティアン国際映画祭 | 2004年 | 国際映画批評家連盟賞            | 『アワーミュージック』     | 受賞       |
| 国際映画批評家連盟賞           | 2004年 | グランプリ                      | 『アワーミュージック』     | 受賞       |
| アカデミー賞                   | 2010年 | 名誉賞                          | -                          | 受賞       |
| ロサンゼルス映画批評家協会賞   | 2010年 | インディペンデント/実験的作品賞 | 『ゴダール・ソシアリスム』 | 受賞       |
| カンヌ国際映画祭               | 2014年 | カンヌ国際映画祭審査員賞        | 『さらば、愛の言葉よ』     | 受賞       |
| カンヌ国際映画祭               | 2018年 | スペシャル・パルムドール        | 『イメージの本』           | 受賞       |
| 国際フィルム・アーカイヴ連盟   | 2019年 | FIAF賞                          | -                          | 受賞       |

## 著作
- 『ゴダール 映画史（全）』奥村昭夫訳、ちくま学芸文庫、2012
  - 元版『ゴダール／映画史』奥村昭夫訳、筑摩書房（全2巻）、1982
- 『ディアローグ：デュラス／ゴダール全対話』シリル・ベジャン編、福島勲訳、読書人、2018
- アラン・ベルガラ編『ゴダール全評論・全発言〈1〉1950-1967』奥村昭夫訳、筑摩書房、1998
- アラン・ベルガラ編『ゴダール全評論・全発言〈2〉1967-1985』奥村昭夫訳、筑摩書房、1998
- アラン・ベルガラ編『ゴダール全評論・全発言〈3〉1984-1998』奥村昭夫訳、筑摩書房、2004
- Godard, Jean-Luc: The Future(s) of Film,  Berlin: Verlag Gachnang & Springer, 2002.
- 『ゴダール全集4 ゴダール全エッセイ集』蓮實重彦・柴田駿監訳、竹内書店、1970。この巻のみ
- マルセル・オフュルスとの共著[25]『映画をめぐるディアローグ：ゴダール／オフュルス全対話』福島勲訳、読書人、2022